# Krosna
Krosna è una località della Lituania, situata nella contea di Alytus.